# Franz Xaver Geyer
Pour les articles homonymes, voir Geyer.

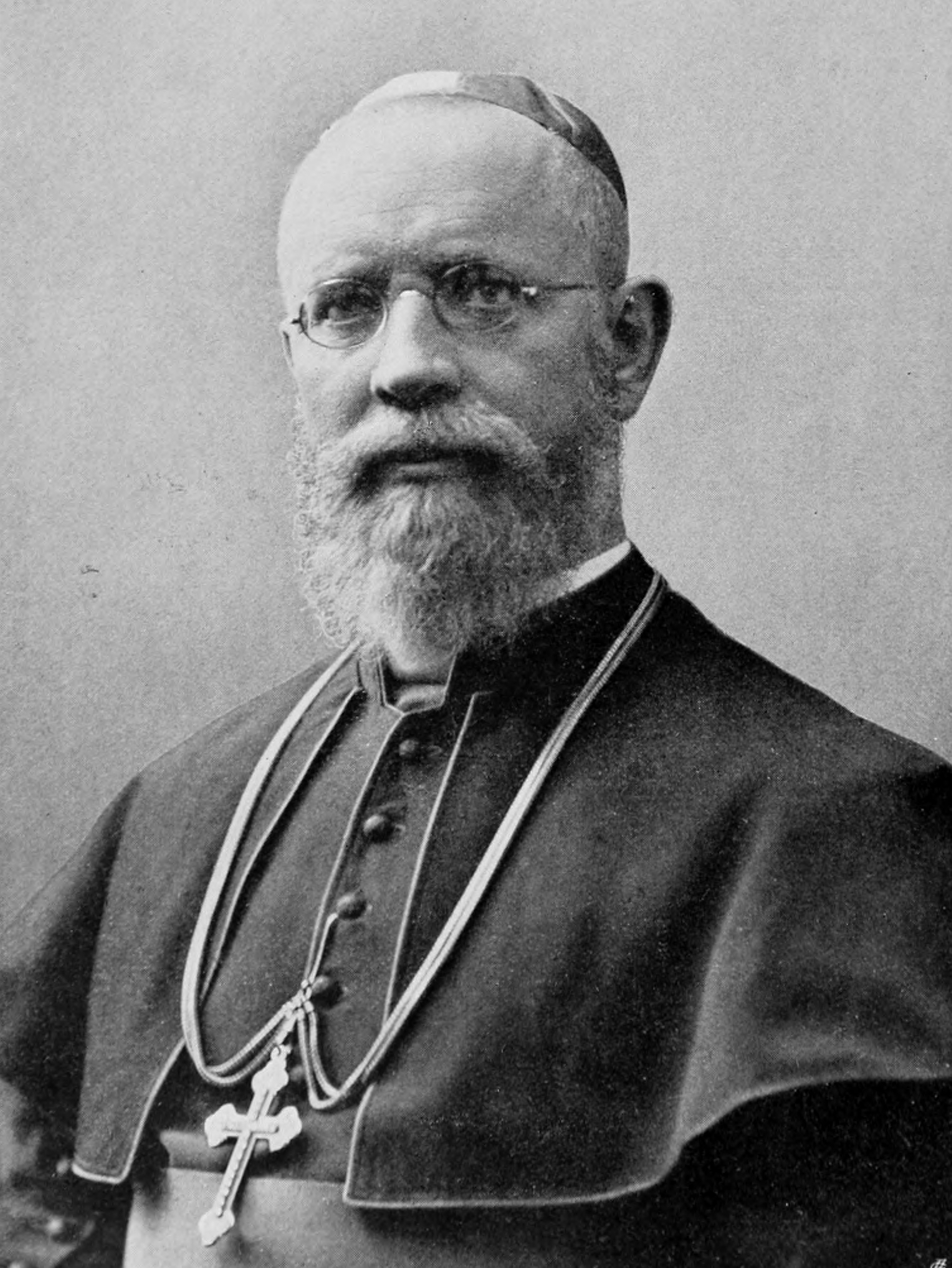
Bischof Franz Xaver Geyer, 1912

Franz Xaver Geyer, né le 3 décembre 1859 au hameau de Wieshof dépendant de Regen dans le royaume de Bavière et mort le 2 avril 1943 à l'abbaye de Banz, est un missionnaire catholique allemand qui fut évêque au Soudan et qui laissa plusieurs écrits.

## Biographie
Il est le fils d'un charpentier et reçoit le nom de baptême de François Xavier, patron des missions. Il entre en 1872 au petit séminaire diocésain puis au lycée royal (de) de Passau où il passe son baccalauréat. Il étudie ensuite la théologie et le droit à l'université de Munich. Il entre en 1880 aux missions africaines de Vérone fondées par saint Daniel Comboni (1831-1881).
Il est ordonné prêtre à Vérone le 23 septembre 1882, et directement envoyé comme missionnaire à Khartoum. Il y avait eu juste avant son envoi en mission un début de guerre d'islamistes fondamentalistes qui allait bientôt enflammer tout le Soudan anglo-égyptien sous le nom de guerre des mahdistes. Les missions comboniennes sont détruites. Une quinzaine de prêtres n'ayant pas pu fuir (dont Josef Ohrwalder) sont envoyés en prison ou en esclavage, ainsi que des laïcs missionnaires et des religieuses. Le successeur de Daniel Comboni (mort à Khartoum en 1881), Mgr Francesco Sogaro, parvient à négocier la libération de quelques-uns, mais finalement c'est au tour de Khartoum d'être prise en janvier 1884. Franz Xaver Geyer organise l'évacuation des huit missionnaires restants et plus d'une centaine d'anciens esclaves chrétiens rachetés par la mission et réfugiés. Ils sont plus tard recueillis sur une île du Nil, près du Caire, appelée Gezira. Les comboniens y organisent une colonie agricole du nom de Colonie anti-esclavagiste Léon XIII.
Ensuite, Franz Xaver Geyer travaille comme missionnaire à Assouan, puis à Suakin au bord de la mer Rouge à la frontière des zones de guerre. Il est nommé provicaire des comboniens d'Afrique Centrale en 1891. En 1897, il rentre en Europe pour diriger la maison germanophone de la congrégation fondée en 1895 à Brixen. Il y demeure jusqu'en 1903. Il fait bâtir à Brixen le Xaverianum (aujourd'hui Jakob-Steiner-Haus).
Pie X le nomme le 6 août 1903 vicaire apostolique d'Afrique Centrale (qui prend le nom de vicariat apostolique de Khartoum en 1913) et évêque titulaire de Trocmades (de), succédant à Mgr Antonio Maria Roveggio, mort brusquement. Il est consacré le 9 novembre 1903 par Mgr von Stein à la cathédrale Notre-Dame de Munich. C'est le premier évêque nommé par saint Pie X. Il part rapidement pour Khartoum. Il parle outre l'allemand, le français, l'italien et l'anglais parfaitement, et prêche en arabe à la perfection. Il parvient avec énergie et diplomatie à fonder de nouvelles missions au Soudan et au nord de l'Ouganda. Il parcourt pendant de longs mois des pistes pour rejoindre des stations éloignées, dont celles de son compatriote, le P. Otto Huber. Il démissionne en 1921 de sa charge, car en tant que citoyen allemand il est jugé comme persona non grata dans son vicariat. La congrégation se déchire entre germanophones et italianophones. Il retourne en Allemagne et fonde une maison de formation pour prêtres missionnaires d'abord à Bad Godesberg, puis quelques années plus tard dans l'ancienne abbaye de Banz, où il meurt.
Mgr Geyer a fondé dans sa carrière trois revues missionnaires : Stern der Neger (de) (1898), Deutsche Auslandsseelsorge (1927, trimestrielle)  et Jahrbuch (1933). Il est aussi l'auteur de nombreux livres traitant surtout de la vie missionnaire. Il est fait citoyen d'honneur de sa ville natale de Regen en 1912 avec une rue à son nom.
Son livre le plus connu paru en 1912 Durch Sand, Sumpf und Wald: Missionsreisen in Zentral-Afrika a été réimprimé en 2011  (ISBN 1178476065).

## Bibliographie

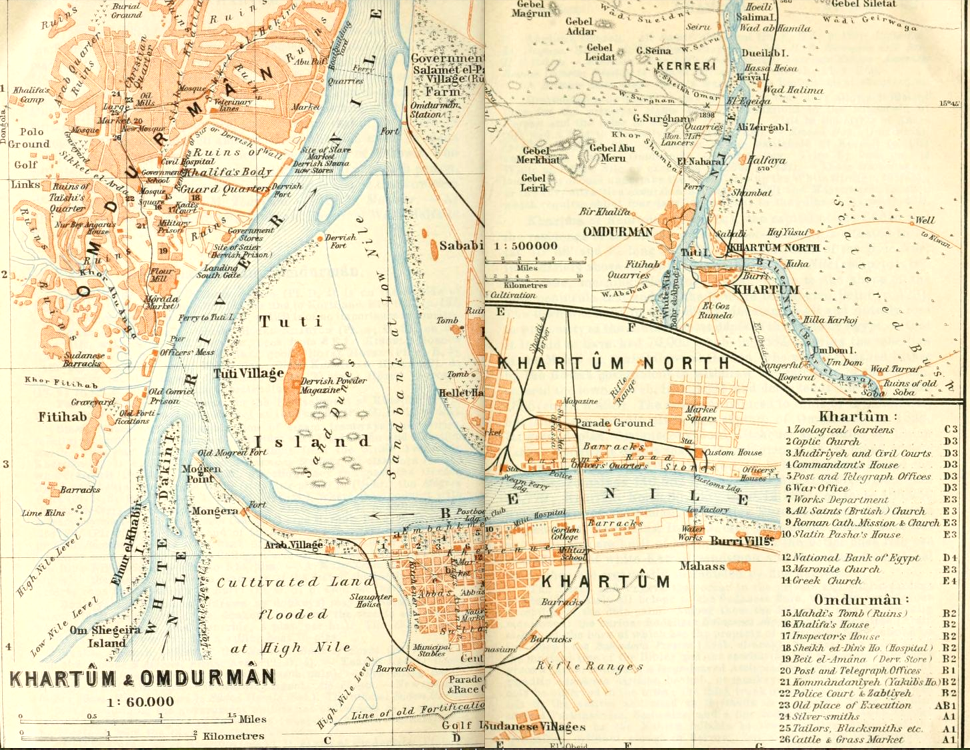
Khartoum et Omdurman.